# Pont Vell de les Cases del Riu
El Pont Vell és una infraestructura viària que creua el Riu de la Sénia unint les poblacions de les Cases del Riu i la Sénia (Montsià) inclosa a l'Inventari del Patrimoni Arquitectònic de Catalunya. Pont format per tres arcs grans sustentats alhora per gruixuts pilars. Els pilars són de carreus de pedra grans i ben escairats, els arcs i carcanyols de carreus més petits de pedra tosca. A banda i banda de les arcades dos murs construïts amb maçoneria per salvar el desnivell entre el camí i el riu (les arcades només ocupen el sector del riu i de terreny a banda i banda). Destaca el fet que l'intradós dels arcs no té la mateixa orientació que el pont, fet que produeix certa impressió d'asimetria. La pedra tosca dels arcs es va serrar amb serra de fuster en lloc de picada, segons idea d'Antoni Prades Costiella. Es va construir cap al primer terç del segle XX (1923-24), abans hi havia un pont de fusta. El batlle de la Sénia va arribar a un acord amb el municipi de Rossell. Per pagar-lo es va establir un pagament a tots els industrials i terratinents que l'utilitzessin.